# Stilbia nisseni
Stilbia nisseni là một loài bướm đêm trong họ Noctuidae.